# اروتس

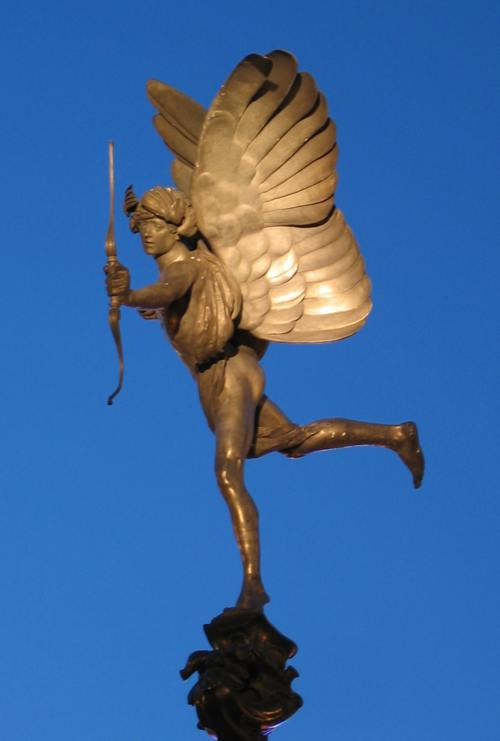
Anteros، معروف به اروس، توسط آلفرد گیلبرت، ۱۸۸۵; از یادبود شفتسبری در سیرک پیکادیلی.

در دین و اساطیر یونان باستان، اروت‌ها (‎/əˈroʊtiːz/‎) مجموعه ای از ایزدهای بالدار هستند که با عشق و رابطه جنسی ارتباط دارند. آنها گروهی از همراهان آفرودیته هستند. اروتس (یونانی ἔρωτες) جمع کلمه اروس («عشق، آرزو») است که به عنوان یک ایزد یا ایزد مفرد اسطوره‌شناسی پیچیده تری دارد.
اروت‌ها به یک موتیف (انگیزه) از هنر هلنیستی تبدیل شدند و ممکن است در هنر رومی به شکل تکرار شونده کوپیدها یا کوپیدها و روانها ظاهر شوند. در سنت متأخر هنر غربی، اروت‌ها از چهره‌هایی که به نام‌های کوپید، آمورینی یا آمورتی نیز شناخته می‌شوند، قابل تشخیص نیستند.

## نقش و صفات کلی
اروت‌ها گروهی از ایزدهای بالدار در اساطیر کلاسیک یونان باستان بودند. اروت‌ها با عشق و میل جنسی مرتبط هستند و بخشی از همراهان آفرودیته را تشکیل می‌دهند. اروت‌های فردی گاهی با جنبه‌های خاصی از عشق مرتبط هستند و بیشتر با میل همجنس‌گرایان همراه هستند.  گاهی اروت‌ها به عنوان مظاهر یک ایزد واحد، اروس، در نظر گرفته می‌شوند.
داستان‌های شیطنت یا شوخی‌های اروت‌ها موضوعی رایج در فرهنگ هلنیستی بود، به‌ویژه در قرن دوم پیش از میلاد. از طلسم‌هایی برای جذب یا دفع اروتس برای القای عشق یا برعکس استفاده می‌شد. اروت‌های مختلف نمایانگر جنبه‌های مختلف عشق یا میل بودند، مانند عشق نافرجام (Himeros)، عشق متقابل (Anteros) یا اشتیاق (Pothos).
اروت‌ها معمولاً به صورت جوانانی برهنه، خوش تیپ و بالدار به تصویر کشیده می‌شدند. اولین دیوارهای مجسمه‌سازی شده شناخته شده که گروهی از اروت‌ها و دوشیزگان بالدار را نشان می‌دهند که ارابه‌هایی را که توسط بزها کشیده می‌شوند را نشان می‌دهند، برای تزئین تئاتر در یونان باستان در قرن دوم قبل از میلاد ساخته شده‌اند. نمایش اروتس در این گونه فریزها رایج شد، از جمله اروتس در صحنه‌های شکار.: 124–125  The representation of Erotes in such friezes became common, including Erotes in hunting scenes.: 126  به دلیل نقش آنها در پانتئون اساطیری کلاسیک، بازنمایی اروت‌ها گاهی صرفاً نمادین است (نشان دهنده نوعی عشق است) یا ممکن است به عنوان شخصیت‌های فردی به تصویر کشیده شوند. حضور اروتس در تصاویر غیرجنسی، مانند دو زن، به گونه‌ای تفسیر شده است که نشان‌دهنده یک زیرمتن همواروتیک است. در آیین آفرودیته در آناتولی، تصاویر نمادین الهه با سه اروت نماد سه قلمروی بود که او بر آنها تسلط داشت: زمین، آسمان و آب.

## اعضای همراه
گروه‌هایی از اروت‌ها در هنر یونان و روم باستان به تصویر کشیده شده‌اند. علاوه بر این، تعدادی از ایزدهای نام‌گذاری شده به عنوان اروتس در نظر گرفته شده‌اند که گاهی ارتباط خاصی با جنبه‌های عشق به آنها نسبت داده می‌شود.

### آنتروس
آنتروس (به یونانی: Ἀντέρως, Antérōs) ایزد عشق تلافی جویانه بود که به معنای واقعی کلمه «عشق برگشته» یا «عشق همتا» بود. او کسانی را که عشق و پیشرفت دیگران را تحقیر می‌کردند مجازات می‌کرد و انتقام جوی عشق نافرجام بود. آنتروس در اساطیر یونانی پسر آرس و آفرودیته بود و به دلیل تنهایی اروس به برادرش اروس همبازی شد. در نسخه ای دیگر، آنتروس از احساسات متقابل بین پوزیدون و نریتس برخاسته است. از نظر فیزیکی، آنتروس از هر نظر شبیه اروس به تصویر کشیده می‌شد، هرچند گاهی با موهای بلندتر و بال‌های پروانه. او به عنوان مسلح به چماق طلایی یا تیرهای سربی توصیف شده است.

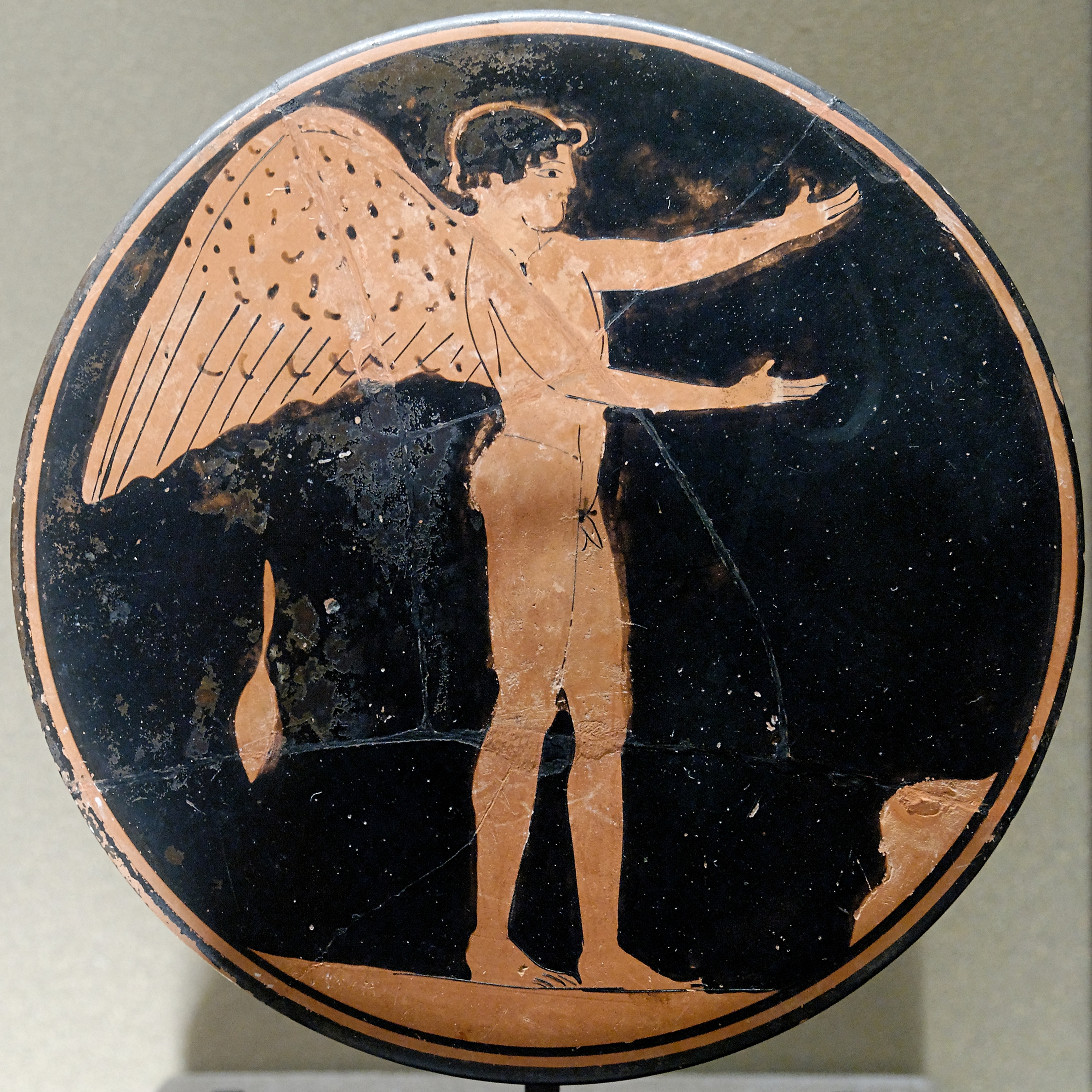
اروس ماسوره قرمز شکل اتاق زیر شیروانی، حدود ۴۷۰–۴۵۰ قبل از میلاد

### اروس
اروس ایزد اصلی و اول عشق و آمیزش بود. او همچنین به عنوان یک ایزد باروری و پرستش می‌شد. همتای او در فرهنگ رومی او کوپید (میل) بود.
در اسطوره‌های بعدی، او پسر ایزدهای آفرودیته و آرس بود: اروس این اسطوره‌های بعدی یکی از اروت‌ها است. اروس با ورزشکاری همراه بود، با مجسمه‌هایی که در ژیمناسیا ساخته شده بودند، و «اغلب به عنوان محافظ عشق همجنسگرایانه بین مردان در نظر گرفته می‌شد.»: ۱۳۲ اروس اغلب در حال حمل یک چنگ یا تیر و کمان تصویر شده. او همچنین با دلفین‌ها، فلوت‌ها، خروس‌ها، رزها و مشعل‌ها همراهی می‌شد.

### Hedylogos
Hedylogos یا Hedylogus (یونانی باستان: Ἡδυλογος) ایزد شیرین گویی و چاپلوسی بود. او در هیچ ادبیات موجود ذکر نشده است، اما او در نقاشی‌های گلدان یونان باستان به تصویر کشیده شده است.

### هرمافرودیتوس
هرمافرودیتوس ایزد هرمافرودیت‌ها، زنانگی و آندروژنی بود. او پسر هرمس و آفرودیته بود. پسری فوق‌العاده خوش‌تیپ به دنیا آمد، اما پس از اینکه پوره آب سالماسیس عاشق او شد و او دعا کرد تا برای همیشه متحد شود، دو شکل آن‌ها در یکی ادغام شدند.

### هیمروس
هیمروس (یونانی: Ἵμερος «میل غیرقابل کنترل»، لاتین: Himerus) نشان دهنده میل و عشق نافرجام بود. ۴۰ هیمروس با حمل یک تانیا، یک هدبند رنگارنگ که توسط ورزشکاران استفاده می‌شد، شناسایی شد. او در تئوگونی هزیود توصیف شده است که در کنار آفرودیته متولد شده است.

### Hymenaeus / Hymeneus

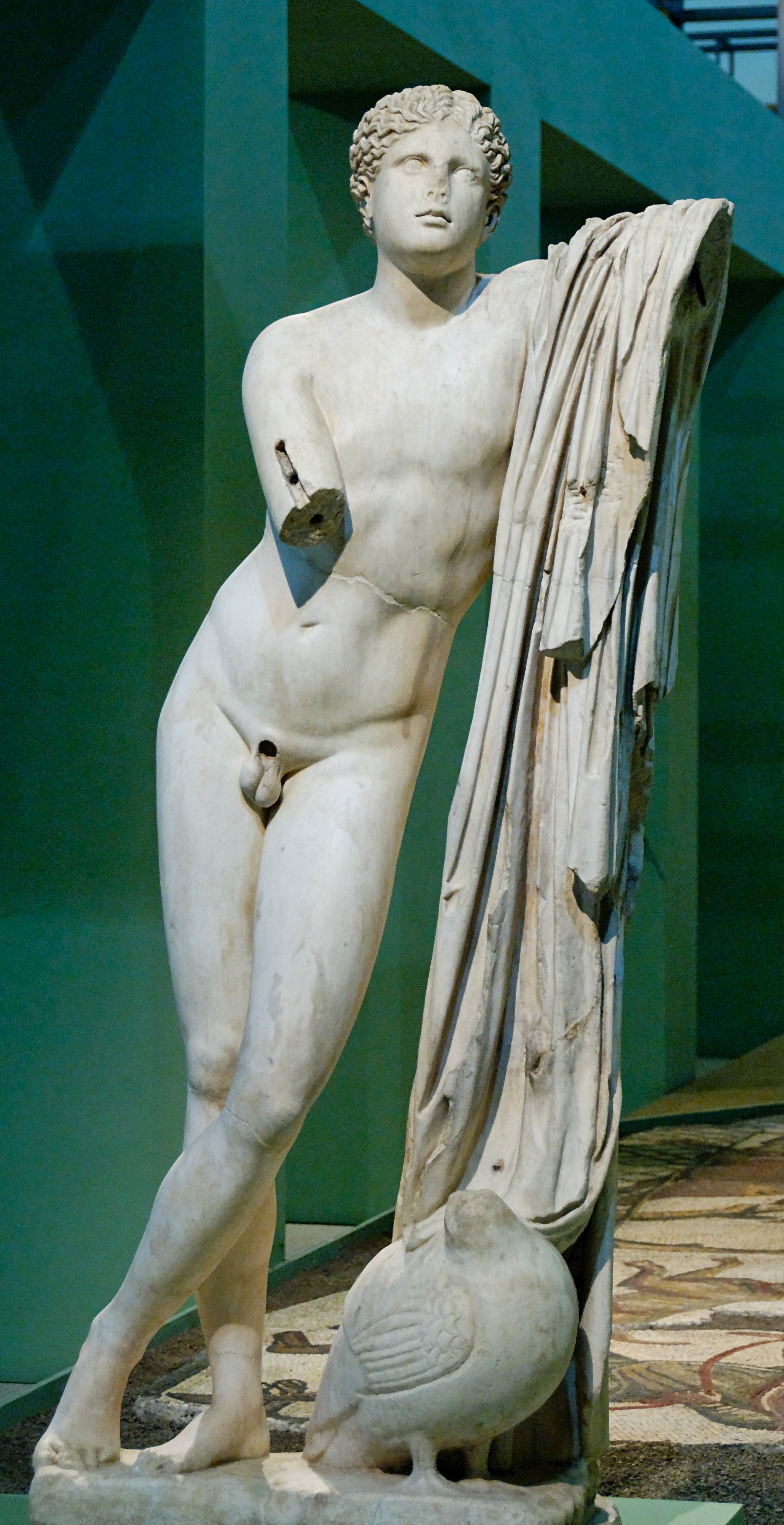
مجسمه پوتوس در Centrale Montemartini، موزه‌های Capitoline، رم

هایمن (یونانی: Ὑμεναιος) یا پرده بکارت (یونانی: Ὑμην) ایزد عروسی و ازدواج در یونان بود.

### پوتوس
پوتوس (یونانی: Πόθος یکی از اروت‌های آفرودیته و برادر هیمروس و اروس بود. در برخی نسخه‌های اسطوره، پوتوس پسر اروس است یا به‌عنوان جنبه‌ای مستقل از او به تصویر کشیده می‌شود. ۲۷۰ با این حال دیگران او را پسر زفیروس و آیریس نامیدند. او بخشی از همراهان آفرودیته بود و درخت انگور را حمل می‌کرد که نشان دهنده ارتباط با شراب یا ایزد دیونیسوس است. پوتوس نشان دهنده اشتیاق یا اشتیاق است. ۴۰ در معبد آفرودیته در شهر مگارا، مجسمه ای وجود داشت که نشان دهنده پوتوس همراه با اروس و هیمروس بود که به اسکوپاس نسبت داده شده است. پوتوس نامی برای گل سفید Asphodelus albus است که «در مراسم خاکسپاری استفاده می‌شود».

### فتونوس
فتونوس که دورانی در گروه اروت‌ها یا حداقل در میان همراهان آفرودیته به حساب می‌آمد، نماد حسادت بود، که برجسته‌ترین نشان آن در موارد عاشقانه بود.